# Srednjeatlantski hrbet
Srednjeatlantski hrbet je srednjeoceanski hrbet (greben), divergentna meja tektonske plošče ali konstruktivna mejna ploskev, ki je  na dnu Atlantskega oceana in je del najdaljšega gorskega območja na svetu. V severnem Atlantiku ločuje evrazijsko in severnoameriško ploščo, medtem ko v Južnem Atlantiku ločuje afriško in južnoameriško ploščo. Hrbet se razteza od križišča z Gakkelovim grebenom (Srednji Arktični greben) severovzhodno od Grenlandije proti jugu do trojnega stičišča Bouvet v južnem Atlantiku. Čeprav je srednjeatlantski hrbet večinoma podvodna značilnost, imajo njegovi deli dovolj prostora, da se dvigajo nad morsko gladino. Odsek hrbta, ki vključuje otok Islandijo, je znan tudi kot Reykjanes Ridge. Hrbet se širi s povprečno hitrostjo 2,5 centimetra na leto.

## Odkritje
Da je hrbet pod Atlantskim oceanom je prvič sklepal Matthew Fontaine Maury leta 1850. Obstoj hrbta je bil odkrit med ekspedicijo HMS Challenger leta 1872.  Ekipa znanstvenikov na krovu, ki jo je vodil Charles Wyville Thomson, je odkrila velik dvig sredi Atlantika, medtem ko je preiskovala prihodnjo lokacijo čezatlantskega telegrafskega kabla.  Obstoj takega grebena je potrdil sonar leta 1925.. Nemška ekspedicija Meteor pa je ugotovila, da se je razširil okoli Rta dobrega upanja v Indijski ocean..
V petdesetih letih 20. stoletja je mapiranje oceanskih tal, ki so ga izvajali Bruce Heezen, Maurice Ewing, Marie Tharp in drugi pokazalo, da je srednjeatlanski hrbet imel čudno batimetrijo dolin in grebenov , pri čemer je bila osrednja dolina seizmološko aktivna in epicenter številnih potresov.  Ewing, Heezen in Tharp so odkrili, da je hrbet del skoraj 40.000 km dolgega neprekinjenega sistema srednjeoceanskega grebena na tleh vseh Zemljinih oceanov. Odkritje tega svetovnega grebenskega sistema je vodilo do teorije širjenja morskega dna in splošnega sprejemanja Wegenerjeve teorije premikanja kontinentov in širitve v prilagojeni obliki tektonike plošč. Hrbet je osrednjega pomena za razpad hipotetičnega super kontinenta Pangee, ki se je začel pred približno 180 milijoni let.

## Pomembne lastnosti
Srednjeatlantski hrbet vključuje globinsko riftno dolino, ki poteka po osi hrbta vzdolž skoraj celotne dolžine. Ta razcep označuje dejansko mejo med sosednjimi tektonskimi ploščami, kjer magma iz plašča doseže morsko dno, izbruhne kot lava in proizvaja novo oceansko skorjo, material za plošče.
Blizu ekvatorja je srednjeatlantski hrbet razdeljen na severnoatlantski hrbet in južnoatlantski hrbet z Romanskim jarkom, ozkim podvodnim jarkom z največjo globino 7758 m, ki je ena najglobljih točk Atlantskega oceana. Vendar se ta jarek ne šteje za mejo med Severno in Južnoameriško ploščo, niti med Evroazijsko in Afriško ploščo.

## Otoki
Otoki na srednjeatlantskem hrbtu ali blizu njega, od severa do juga, z najvišjimi vrhovi in lokacijo, so:
Severna polobla (severnoatlantski hrbet):
1. Jan Mayen (Beerenberg, 2277 m n. v.), 71°06′N 08°12′W / 71.100°N 8.200°W, v Arktičnem oceanu
2. Islandija (Hvannadalshnúkur v ledeniku Vatnajökull, 2109,6 m n. v.), 64°01′N 16°41′W / 64.017°N 16.683°W, hrbet poteka čez otok
3. Azori (Ponta do Pico ali Pico Alto na otoku Pico, 2351 m n. v.), 38°28′0″N 28°24′0″W / 38.46667°N 28.40000°W
4. Skale sv. Petra in Pavla (Southwest Rock, 22,5 m n. v.), 00°55′08″N 29°20′35″W / 0.91889°N 29.34306°W

Južna polobla (južnoatlantski hrbet):
1. Otok Ascension (Vrh, Green Mountain, 859 m n. v.), 07°59′S 14°25′W / 7.983°S 14.417°W
2. Sveta Helena (Dianin vrh]], 818 m n. v.) 15°57′S 5°41′W / 15.950°S 5.683°W
3. Tristan da Cunha (Queen Mary's Peak, 2062 m n. v.), 37°05′S 12°17′W / 37.083°S 12.283°W
4. Otok Gough (Edinburgh Peak, 909 m n. v.), 40°20′S 10°00′W / 40.333°S 10.000°W
5. Otok Bouvet (Olavtoppen, 780 m n. v.), 54°24′S 03°21′E / 54.400°S 3.350°E

## Geologija
Hrbet sedi na vrhu geološke značilnosti, ki je znana kot srednjeatlantski dvig, ki je progresivna izboklina, ki poteka po dolžini Atlantskega oceana, pri čemer greben počiva na najvišji točki te linearne izbokline. Dvig se je zgodil zaradi razmikanja oceanskih plošč na tem območju. Nastanejo razpoke, iz katerih na površje prihaja lava. Ta divergentna meja se je najprej izoblikovala v triasu, ko se je niz treh krakov jarkov povezal na super kontinentu Pangei in oblikoval greben. Običajno sta samo dva kraka vsakega triobmočnega jarka postala del razpršene meje plošče. Izjalovljeni kraki se imenujejo aulakogeni in ti so v srednjeatlantskem hrbtu sčasoma postali številne velike rečne doline, ki jih vidimo vzdolž Amerike in Afrike (vključno reke Mississippi, Amazonka in Niger). Kotlina Fundy na atlantski obali Severne Amerike med New Brunswickom in Novo Škotsko v Kanadi je dokaz pradavnega srednjeatlantskega hrbta.
Del srednjeatlantskega hrbta se pojavi na kopnem v Thingvellirju, priljubljeni turistični destinaciji na Islandiji. Tukaj se lahko vidi tudi vzhodni rob severnoameriške plošče.